# Zeta Cassiopeiae
Zeta Cassiopeiae (Fulu, ζ Cas) – gwiazda w gwiazdozbiorze Kasjopei, znajdująca się w odległości około 593 lat świetlnych od Słońca.

## Nazwa
Gwiazda ta ma nazwę własną Fulu, która pochodzi z tradycji chińskiej (chiń. 附路; pinyin Fùlù; dosł. „Boczna Droga”). Część gwiazdozbioru Kasjopei reprezentowała dla Chińczyków drogę do „Najwyższego Pałacu”, zaś ta gwiazda, leżąc lekko na uboczu, stanowiła boczną drogę. Międzynarodowa Unia Astronomiczna w 2017 roku formalnie zatwierdziła użycie nazwy Fulu dla określenia tej gwiazdy.

## Charakterystyka
Jest to błękitna gwiazda typu widmowego B2, sklasyfikowana jako podolbrzym, ale prawdopodobnie wciąż będąca na ciągu głównym. Jest znacznie gorętsza od Słońca (21 000 K) i znaczną część promieniowanie emituje w zakresie ultrafioletu; uwzględniając to oraz pociemnienie przez ośrodek międzygwiazdowy można obliczyć, że jej jasność przekracza 6400 razy jasność Słońca. Ma promień 6,1 raza większy niż promień Słońca i masę około 9 mas Słońca, co sprawia, że może ona wybuchnąć jako supernowa, choć może też być poniżej granicznej masy i zakończyć życie jako masywny neonowo–tlenowy biały karzeł. Gwiazda o takiej masie pozostaje na ciągu głównym przez 25 milionów lat, Zeta Cassiopeiae ma obecnie 3/4 tego czasu za sobą. Niewielka zmienność blasku tej gwiazdy (poniżej 0,05 m) w okresie 1,56 doby pozwala zaliczyć ją do wolno zmiennych gwiazd pulsujących, spośród których wyróżnia ją obecność pola magnetycznego. Zmienność wiatru gwiazdowego związanego z tym polem pozwala wyznaczyć okres obrotu równy 5,37 d; oś obrotu gwiazdy jest nachylona w kierunku obserwacji. Gwiazda nie ma znanych towarzyszy.